# Skjöldur (bergstopp)
Skjöldur är en bergstopp i republiken Island. Den ligger i regionen Västfjordarna, 210 km norr om huvudstaden Reykjavík. Toppen på Skjöldur är 860 meter över havet.
Trakten runt Skjöldur är nära nog obefolkad, med mindre än två invånare per kvadratkilometer. Närmaste större samhälle är Þingeyri, omkring 12 kilometer öster om Skjöldur. Trakten runt Skjöldur består i huvudsak av gräsmarker.